# Vierergruppe (المقاومة الألمانية)
Vierergruppe («مجموعة من أربعة») مجموعة مقاومة ألمانية صغيرة قاتلت الاشتراكيين الوطنيين. كانت هناك ثلاث «مجموعات من أربعة» تعمل في وقت واحد وبشكل مستقل عن بعضها البعض في هامبورغ وميونيخ وفيينا.
كانت كل مجموعة من المجموعات مكونة من أربعة شبان تتراوح أعمارهم بين 16 و18 عامًا، وكانت كل مجموعة يقودها شخص.
لم يكن للمجموعات أجندة سياسية، ولا خلفية في سياسات الحزب. ينتمي جميع الشباب الإثني عشر إلى أسر من الطبقة الوسطى المسيحية في الغالب. تأثروا جميعًا بسماعهم للبث الإذاعي الأجنبي، مما أثر على تصرفاتهم. كلهم استخدموا المنشورات والشعارات للتحريض على الحرب، ضد نظام أدولف هتلر والنازيين، وكلهم توصلوا إلى استنتاج مفاده أن الحرب التي كانت ألمانيا تقودها، ثم عامين، لا يمكن كسبها. كانوا يأملون جميعًا في غزو الحلفاء والنصر والتحرر الناجم عن هيمنة النظام النازي.

## ميراث
في عام 1998، تم تسمية حارة في وسط ميونيخ، لم تكن تحمل اسمًا سابقًا، باسم Klingenbeck. 
في 26 أكتوبر 2007، تم الكشف عن لوحة تذكارية مخصصة لأنتون برونر، الذي أصبح فيما بعد كاهنًا، في ضاحية إميرسدورف بمدينة ميلك، النمسا.